# Jalen Duren
Jalen Montez Duren, född 17 november 2003 i Sharon Hill i Pennsylvania, är en amerikansk professionell basketspelare (C) som spelar för Detroit Pistons i National Basketball Association (NBA).
Han draftades av Charlotte Hornets i första rundan i 2022 års draft som 13:e spelare totalt.
Innan Duren blev proffs studerade han vid University of Memphis och spelade för deras idrottsförening Memphis Tigers.